# HMS Devonshire (39)
HMS Devonshire byl těžký křižník sloužící v Royal Navy v období druhé světové války. Byl jednou ze čtyř jednotek třídy London, která byla druhou skupinou třináctičlenné třídy County.
Devonshire byl postaven v letech 1926–1929 v loděnicicích v Portsmouthu. Během války byla u lodi výrazně posílena protiletadlová výzbroj a to zejména po roce 1944, kdy byla při mornizace sejmuta poslední dělová věž a katapult, aby uvolnily místo dalším hlavním.
V dubnu 1940 se křižník účastnil norské kampaně a na jeho palubě byl z Norska evakuován král Hakon VII. včetně královské rodiny. V září 1940 se Devonshire účastnil Operace Menace – neúspěšného britského pokusu o dobytí Dakaru a jeho obsazení silami Svobodných Francouzů. Dne 21. listopadu 1941 průzkumný letoun Supermarine Walrus z paluby Devonshire objevil německý pomocný křižník Atlantis, který pak děla britské lodi potopila. V letech 1947–1953 loď sloužila k výcviku. V roce 1954 byl sešrotován.